# Lithocarpus handelianus
Lithocarpus handelianus är en bokväxtart som beskrevs av Aimée Antoinette Camus. Lithocarpus handelianus ingår i släktet Lithocarpus, och familjen bokväxter.
Artens utbredningsområde är Hainan (Kina). Inga underarter finns listade.